# Nehawka
Nehawka – wieś w Stanach Zjednoczonych, w stanie Nebraska, w hrabstwie Cass.